# باس فان دن برينك
باس فان دن برينك (بالهولندية: Bas van den Brink)‏ (هانغل: 바스 판 덴브링크) هو لاعب كرة قدم كوري جنوبي وهولندي، ولد في 11 سبتمبر 1982 في أمستردام في هولندا. لعب مع غولد كوست يونايتد ونادي أوترخت ونادي إيمن ونادي برث غلوري ونادي بوسان أي بارك ونادي تشرتشل براذرز.

## وصلات خارجية
- باس فان دن برينك على موقع دوري كوريا الجنوبية (الإنجليزية)
- باس فان دن برينك على موقع قاعدة بيانات كرة القدم.إي يو (الإنجليزية)
- باس فان دن برينك على موقع عالم كرة القدم.نت (الإنجليزية)